# Agazzano
Agazzano é uma comuna italiana da região da Emília-Romanha, província de Piacenza, com cerca de 1.988 habitantes. Estende-se por uma área de 35 km², tendo uma densidade populacional de 57 hab/km². Faz fronteira com Borgonovo Val Tidone, Gazzola, Gragnano Trebbiense, Pianello Val Tidone, Piozzano.

## Demografia
| Variação demográfica do município entre 1861 e 2011                               |
|                                                                                   |
| Fonte: Istituto Nazionale di Statistica (ISTAT) - Elaboração gráfica da Wikipedia |